# Plzeňský kraj (1948–1960)
Plzeňský kraj byl správní celek v Československu, který existoval v letech 1948–1960. Jeho centrem byla Plzeň. Kraj měl rozlohu 7 843 km².

## Historický vývoj
Vznikl v západních Čechách dne 24. prosince 1948 na základě zákona o krajském zřízení, podle kterého bylo k 31. prosinci 1948 zrušeno zemské zřízení. Krajský národní výbor byl zřízen k 1. lednu 1949. Od 1. února 1949 se Plzeňský kraj členil na 14 okresů a město Plzeň. Kraj byl zrušen k 30. červnu 1960 podle zákona o územním členění státu, při níž vznikly nové kraje. Území Plzeňského kraje bylo tehdy zahrnuto převážně do Západočeského kraje.
Území někdejšího Plzeňského kraje tvoří od roku 2000 většinu území samosprávného Plzeňského kraje.

## Administrativní členění
Kraj se členil na město Plzeň a 14 okresů: Blatná, Blovice, Domažlice, Horažďovice, Horšovský Týn, Klatovy, Plasy, Plzeň, Přeštice, Rokycany, Stod, Stříbro, Sušice a Tachov.